# ديفيد كشدان
ديفيد كشدان (بالروسية: Давид Каждан)‏ مواليد 20 يونيو 1946 في موسكو، عالم رياضياتي إسرائيلي روسي. معروف يعمله على نظرية التمثيل في علم الجبر، وحصل على جائزة إسرائيل في الرياضيات وعلم الحاسوب.